# Sonagas
Sonagas (Sociedad Nacional de Gas de Guinea Ecuatorial) är Ekvatorialguineas nationella naturgasbolag avsett att utvinna metanol.
Det bildades 2005.  Bolaget samarbetar med GEPetrol, som är landets största oljebolag och med EG LNG, som är landets bolag för flytande naturgas.